# Euconchophora
Euconchophora är ett släkte av insekter. Euconchophora ingår i familjen vårtbitare.
Kladogram enligt Catalogue of Life:
| Euconchophora | \| \| Euconchophora infuscata \| \| \| \| \| \| Euconchophora spinigera \| \| \| \| \| \| Euconchophora subulata \| \| \| \| |
|               | \| \| Euconchophora infuscata \| \| \| \| \| \| Euconchophora spinigera \| \| \| \| \| \| Euconchophora subulata \| \| \| \| |
|               | Euconchophora infuscata |
|               | |
|               | Euconchophora spinigera |
|               | |
|               | Euconchophora subulata |
|               | |